# Léon Bonnat
Léon Bonnat (Bayonne, 1833. június 20. – Monchy-Saint-Éloi, 1922. szeptember 8.) francia festő.

## Életútja
Első mestere Federico de Madrazo volt Madridban az ottani Akadémián, ezután Olaszországban képezte magát, majd 21 éves korában Cogniet párizsi műtermébe lépett. Művei bibliai és mitológiai tárgyú képek, s a III. Köztársaság szinte minden hírességét megfestette. Történeti képeit biztos, erőteljes és spanyol mintáktól ellesett harmonikus színezés jellemzi; erélyesen megfestett alakjai tisztán és világosan válnak ki; jellemzésük éles, és nem egyszer nyers. Korai festményei közül nevezetesebbek: Ádám és Éva megtalálja Ábel holttestét (1860, lillei muzeum); András vértanusága; Antigoné a vak Oidipusszal (1865); Zarándokok Szent Péter szobra előtt a Péter-templomban; Nápolyi parasztok a római Farnese-palota előtt (1866): Egy fél bajoccót kegyelmes uram! (1864); Paulai Vince leszedi egy gályarabnak a bilincseit (1866); Mária mennybemenetele (1869); Utca Jeruzsálemben. E képeihez utóbb A török borbély (1872), a színezésben érdekes, de rideg naturalizmusa által visszataszitó kép, Krisztus a keresztfán (1874) és Jób (1880) csatlakozott. 1875-től jobbára arcképeket festett; különösen Pasca szinésznő arcképe tette e nembeli művészetét népszerűvé. Mesterművei: Adolphe Thiers, Victor Hugo és Jules Grévy köztársasági elnök rendkivül jellemző és plasztikus erőtől duzzadó arcképei. Édesanyjának arcképét 1893-ban állitotta ki. Az ő tulajdonát képezte kora egyik legjelentősebb rajzgyűjteménye, ezt szülővárosának adományozta.

## Galéria

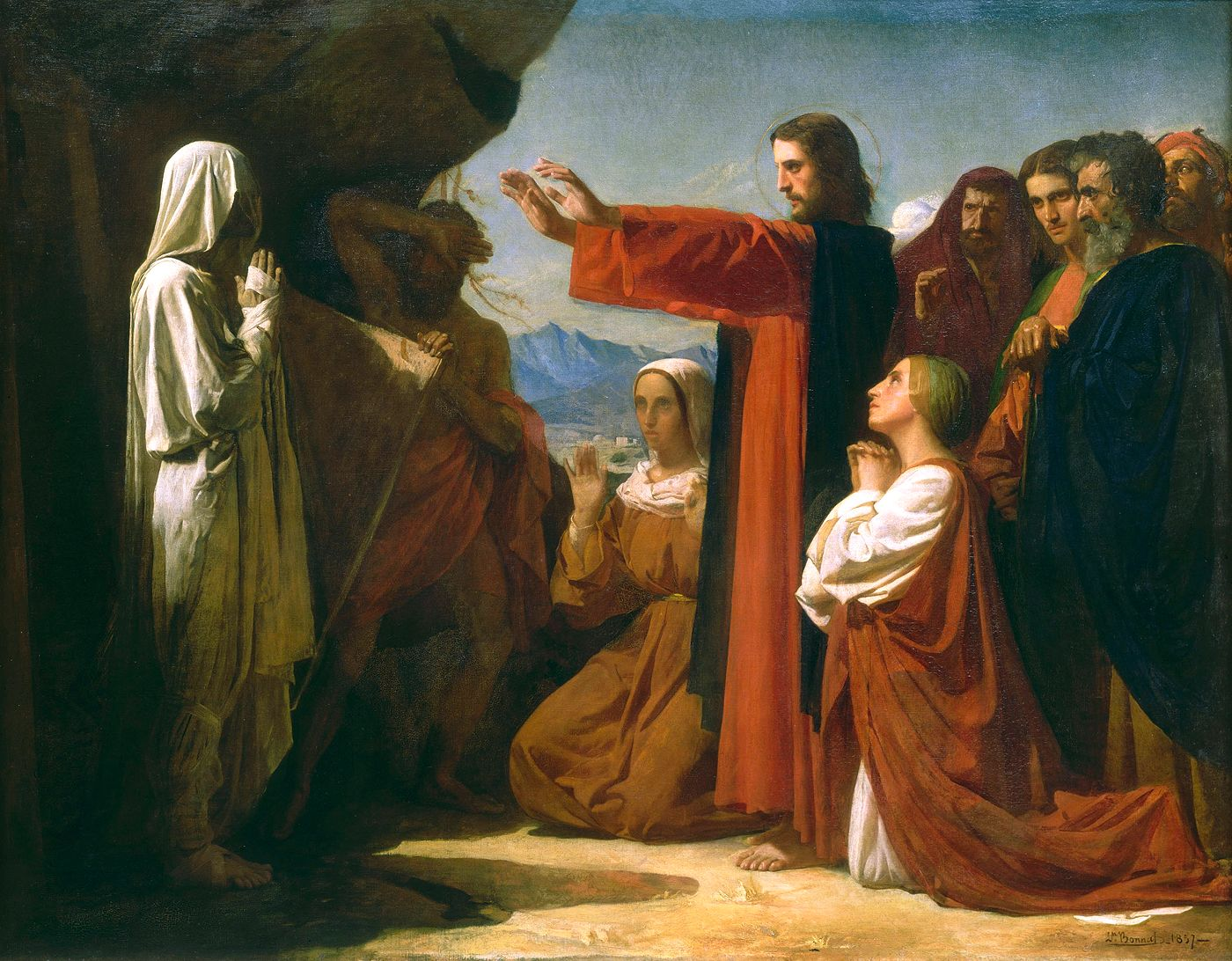
Lázár feltámadása (1857)
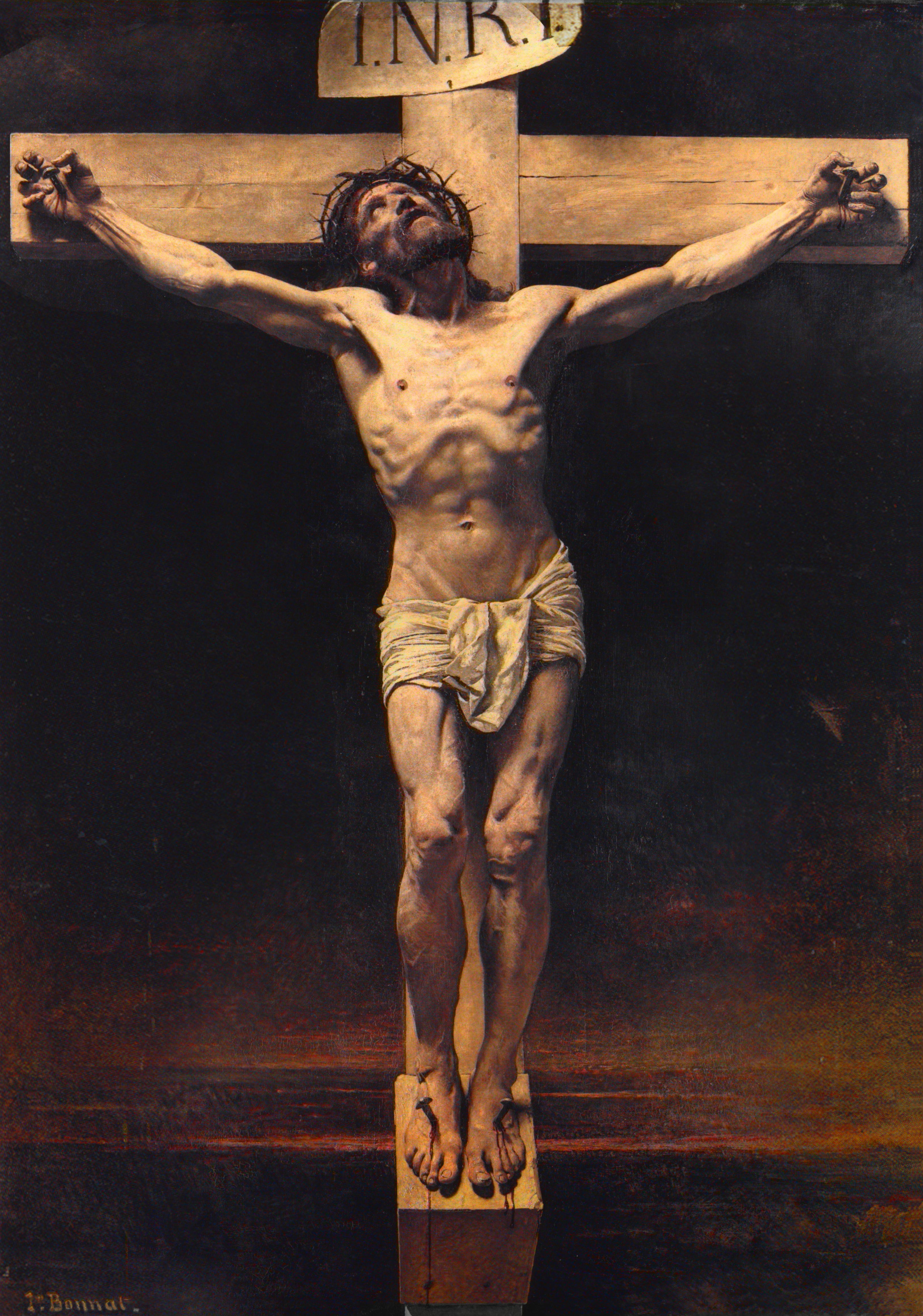
Krisztus a keresztfán (1874)
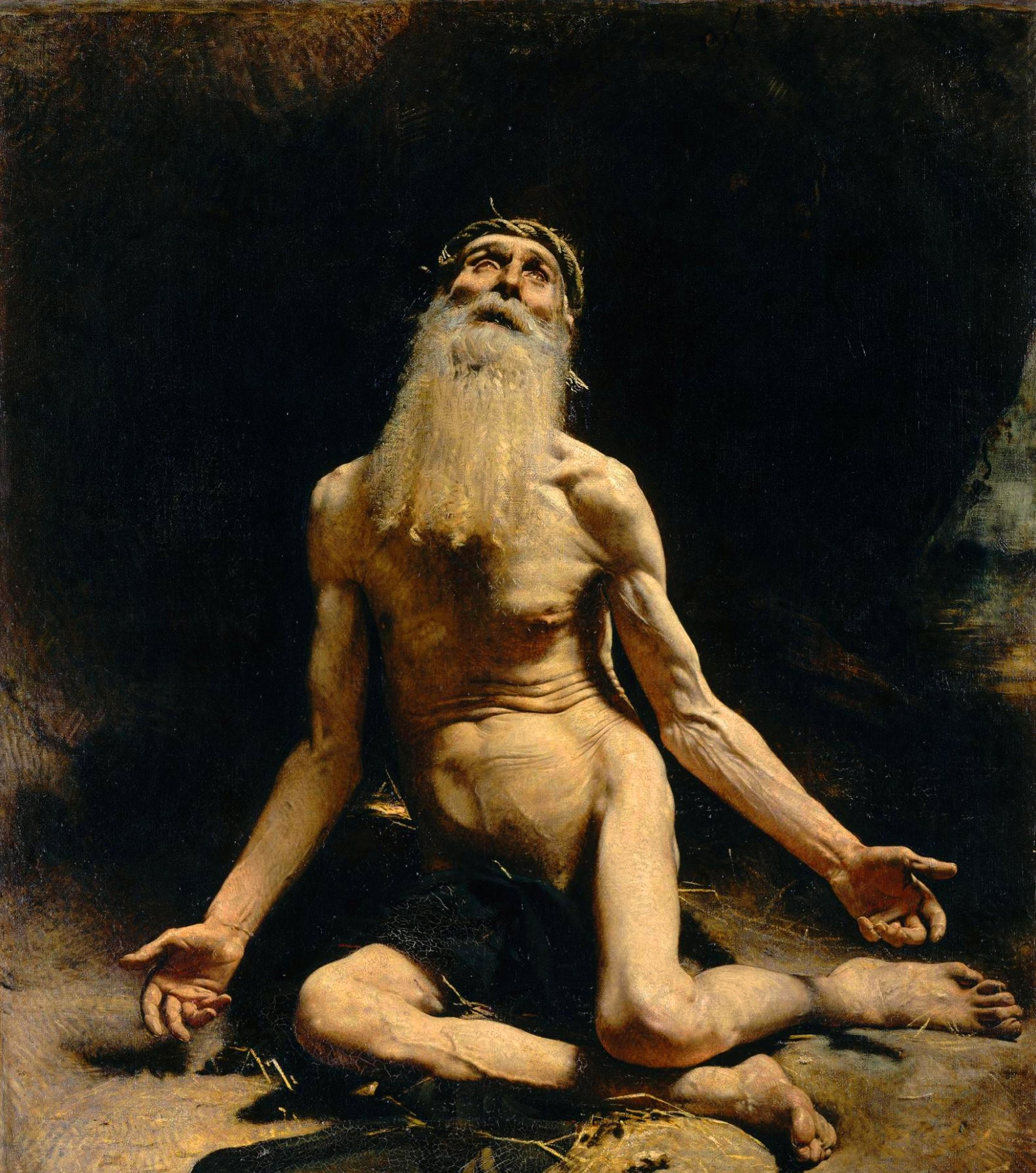
Jób (1880)